# Banca Italiana di Sconto

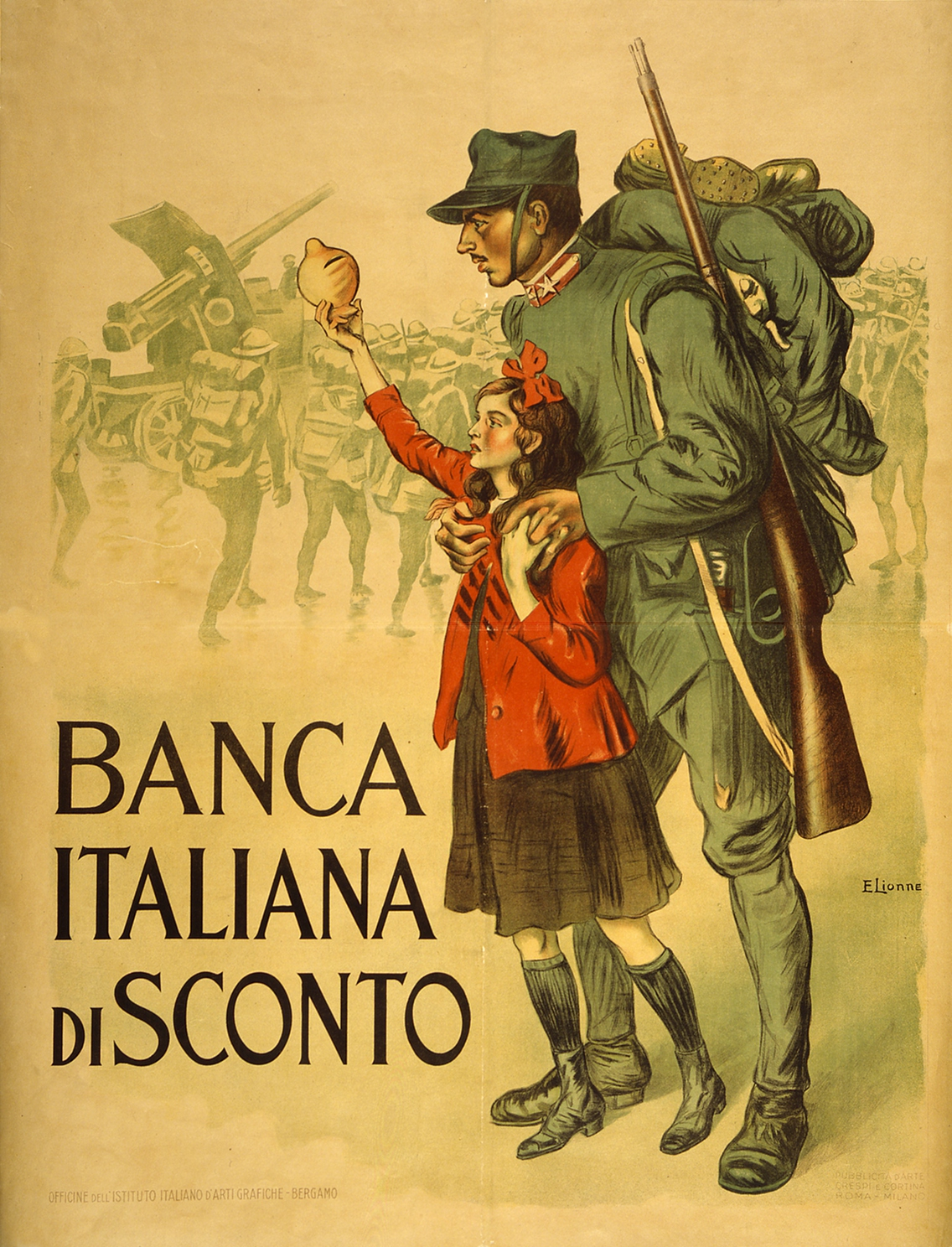
Le manifeste de la banque de 1917.

La Banca Italiana di Sconto (BIS) était une importante banque italienne  qui a fait faillite en 1921. L'une des entreprises touchées par son effondrement est le conglomérat de production cinématographique Unione Cinematografica Italiana (UCI), qui a lui-même fait faillite quelques années plus tard.  Une autre victime est la Banca per l'Africa Orientale (BAO) crée 1917 et fermée en 1923.